# Park Huty Zawiercie
Park Huty Zawiercie – potoczna nazwa parku znajdujący się w Zawierciu na osiedlu Warty, przy ulicy Paderewskiego. Na terenie parku znajduje się hotel Putex, stąd obiekt jest także zwany „parkiem przy Putexie”.

## Historia
W 1899 roku w Zawierciu S. Huldschynsky rozpoczął budowę huty. Przy obiekcie zbudowano osiedle, przy którym w 1906 roku powstał park. Na terenie parku znajdowały się m.in. lipy i kasztany, a także kręgielnia i korty tenisowe.
Na początku lat 90. Spółdzielnia Mieszkaniowa „Hutnik” rozpoczęła w sąsiedztwie parku budowę budynków wielorodzinnych.
Park do lat 90. był wyposażony w urządzenia przeznaczone do ćwiczeń siłowych i sprawnościowych. Następnie park został sprzedany prywatnemu właścicielowi. Od tego czasu stan parku pogorszył się, jednak zachowało się zadrzewienie, w tym lipy i klony.
W 2021 roku rozpoczęto prace, mające na celu zlikwidowanie parku i postawienie w jego miejscu osiedla mieszkaniowego.